# Paraeumigus tricoloripes
Paraeumigus tricoloripes är en insektsart som beskrevs av Werner 1932. Paraeumigus tricoloripes ingår i släktet Paraeumigus och familjen Pamphagidae. Inga underarter finns listade i Catalogue of Life.